# 大崎上島町
大崎上島町（日语：／ Ōsakikamijima chō */?）是位於廣島縣南部沿海藝予諸島上的一町，屬豐田郡，轄區以大崎上島為主，還包括周邊數個無人小島。產業以漁業和漁船造船業為主，由於島上平地不多，多為山坡地，現也致力於蜜柑、廣島檸檬水果的栽種。

## 人口
| 大崎上島町人口分布圖 |                                                   |  |
| 大崎上島町與日本全國年齡別人口分布比較圖 （2005年資料） | 大崎上島町的年齡、男女別人口分布圖 （2005年資料） |  |
| ■紫色是大崎上島町 ■綠色是全国 | ■藍色是男性 ■紅色是女性                           |  |
| 大崎上島町人口變化 \| 1970年 \| 17,872人 \| \| \| 1975年 \| 16,643人 \| \| \| 1980年 \| 15,146人 \| \| \| 1985年 \| 14,101人 \| \| \| 1990年 \| 12,190人 \| \| \| 1995年 \| 10,854人 \| \| \| 2000年 \| 10,131人 \| \| \| 2005年 \| 9,236人 \| \| \| 2010年 \| 8,448人 \| \| \| 2015年 \| 7,992人 \| \| \| 2020年 \| 7,158人 \| \| |                                                   |  |
| 資料來源：日本總務省統計中心提供之人口普查數據 |                                                   |  |
| 1970年 | 17,872人                                          |  |
| 1975年 | 16,643人                                          |  |
| 1980年 | 15,146人                                          |  |
| 1985年 | 14,101人                                          |  |
| 1990年 | 12,190人                                          |  |
| 1995年 | 10,854人                                          |  |
| 2000年 | 10,131人                                          |  |
| 2005年 | 9,236人                                           |  |
| 2010年 | 8,448人                                           |  |
| 2015年 | 7,992人                                           |  |
| 2020年 | 7,158人                                           |  |

## 歷史

### 沿革
- 1889年4月1日：實施町村制，現在的轄區在當時分屬：豐田郡大崎中野村、大崎南村、東野村、西野村。
- 1917年4月1日：大崎中野村改名為中野村。
- 1920年1月1日：中野村的部分地區與東野村的部分地區合併為新設置的木之江町。
- 1943年10月1日：木之江町改名為木江町。
- 1955年3月31日：
  - 中野村與西野村合併為大崎町。
  - 木江町與大崎南村合併為新設置的木江町。
- 1964年4月1日：東野村改制為東野町。
- 2003年4月1日：大崎町、木江町、東野町合併為大崎上島町。[1]

### 變遷表
| 1889年4月1日 | 1889年 - 1926年           | 1889年 - 1926年             | 1926年 - 1954年            | 1955年 - 1989年            | 1989年 - 現在                 | 現在                          |
| ------------ | ------------------------- | --------------------------- | -------------------------- | -------------------------- | ----------------------------- | ----------------------------- |
| 西野村       | 西野村                    | 西野村                      | 西野村                     | 1955年3月31日 合併為大崎町 | 2003年4月1日 合併為大崎上島町 | 2003年4月1日 合併為大崎上島町 |
| 大崎中野村   | 1917年4月1日 改名為中野村 | 中野村                      | 中野村                     | 1955年3月31日 合併為大崎町 | 2003年4月1日 合併為大崎上島町 | 2003年4月1日 合併為大崎上島町 |
| 大崎中野村   | 1917年4月1日 改名為中野村 | 1920年1月1日 合併為木之江町 | 1943年10月1日 改名為木江町 | 1955年3月31日 合併為木江町 | 2003年4月1日 合併為大崎上島町 | 2003年4月1日 合併為大崎上島町 |
| 東野村       |                           | 1920年1月1日 合併為木之江町 | 1943年10月1日 改名為木江町 | 1955年3月31日 合併為木江町 | 2003年4月1日 合併為大崎上島町 | 2003年4月1日 合併為大崎上島町 |
| 東野村       | 東野村                    | 1964年4月1日 改制為東野町   |                            |                            | 2003年4月1日 合併為大崎上島町 | 2003年4月1日 合併為大崎上島町 |
| 大崎南村     | 大崎南村                  | 大崎南村                    | 大崎南村                   | 1955年3月31日 合併為木江町 | 2003年4月1日 合併為大崎上島町 | 2003年4月1日 合併為大崎上島町 |

## 觀光景點
- 大串海水浴場
- 神峰山
- 海與島的歴史資料館（日语：海と島の歴史資料館）

## 教育

### 高等學校
- 廣島商船高等專門學校
- 廣島縣立大崎海星高等學校

## 姊妹、友好都市

### 日本
- 中頓別町（北海道枝幸郡）
- 武藏野市（東京都）

## 外部連結
- （日語） 大崎上島町觀光協會（页面存档备份，存于）